# Attaque par l'hydrogène à haute température
 (mars 2021).
L'attaque par l'hydrogène à haute température (en anglais high temperature hydrogen attack ou HTHA), également appelée attaque à l'hydrogène chaud ou réaction au méthane, est un problème qui concerne les aciers fonctionnant à des températures élevées (généralement supérieures à 400 ° C) dans des atmosphères riches en hydrogène : dans les raffineries, les installations pétrochimiques et autres installations chimiques et, éventuellement, les chaudières à vapeur à haute pression. Il ne doit pas être confondu avec la fragilisation par l'hydrogène.
Si un acier est exposé à de l'hydrogène très chaud, la température élevée permet aux molécules de dihydrogène de se dissocier et de se diffuser dans l'alliage sous forme d'atomes individuels. Il y a deux étapes aux dommages :
1. Premièrement, le carbone dissous dans l'acier réagit avec l'hydrogène de surface et s'échappe dans le gaz sous forme de méthane. Cela conduit à une décarburation superficielle et à une perte de résistance de la surface. Au départ, les dommages ne sont pas visibles.
2. Deuxièmement, la réduction de la concentration de carbone dissous crée une force motrice qui dissout les carbures dans l'acier. Cela conduit à une perte de résistance plus profonde dans l'acier qui est plus grave. En même temps, certains atomes d'hydrogène se diffusent dans l'acier et se combinent avec le carbone pour former de minuscules poches de méthane sur les surfaces internes telles que les joints de grains et les défauts. Ce gaz méthane ne peut pas se diffuser hors du métal et s'accumule dans les vides à haute pression, amorçant des fissures dans l'acier. Cette lixiviation sélective du carbone est une perte plus grave de résistance et de ductilité[2],[3].

Le HTHA peut être géré en utilisant un alliage d'acier différent, un avec des carbures d'autres éléments d'alliage, tels que le chrome et le molybdène, sont plus stables que les carbures de fer. Les couches d'oxyde de surface sont inefficaces en tant que protection car elles sont immédiatement réduites par la vapeur d'eau formant l'hydrogène.
Les dommages ultérieurs dans le composant en acier peuvent être observés à l'aide d'un examen par ultrasons qui détecte les grands défauts créés par la pression de méthane,. Ces gros défauts dans un composant soumis à une contrainte peuvent causer une défaillance en service qui est généralement catastrophique car l'hydrogène, inflammable et chaud, s'échappe alors rapidement.